# Radiostacja R–107
Radiostacja R–107 – radiostacja UKF (ultrakrótkofalowa), nadawczo-odbiorcza, simpleksowa, małej mocy.

## Charakterystyka
| Dane taktyczno-techniczne       | Dane taktyczno-techniczne |
| ------------------------------- | ------------------------- |
| Zakres                          | 20 – 52 MHz               |
| Podzakresy                      | 2                         |
| Częstotliwości                  | 1281                      |
| Odstęp między częstotliwościami | 25 KHz                    |
| Prąd pobierany przy nadawaniu   | 3 A                       |
| Prąd pobierany przy odbiorze    | 1 A                       |
| Zasięg                          | 6 – 10 km                 |